# Johann Reimers (Maler)

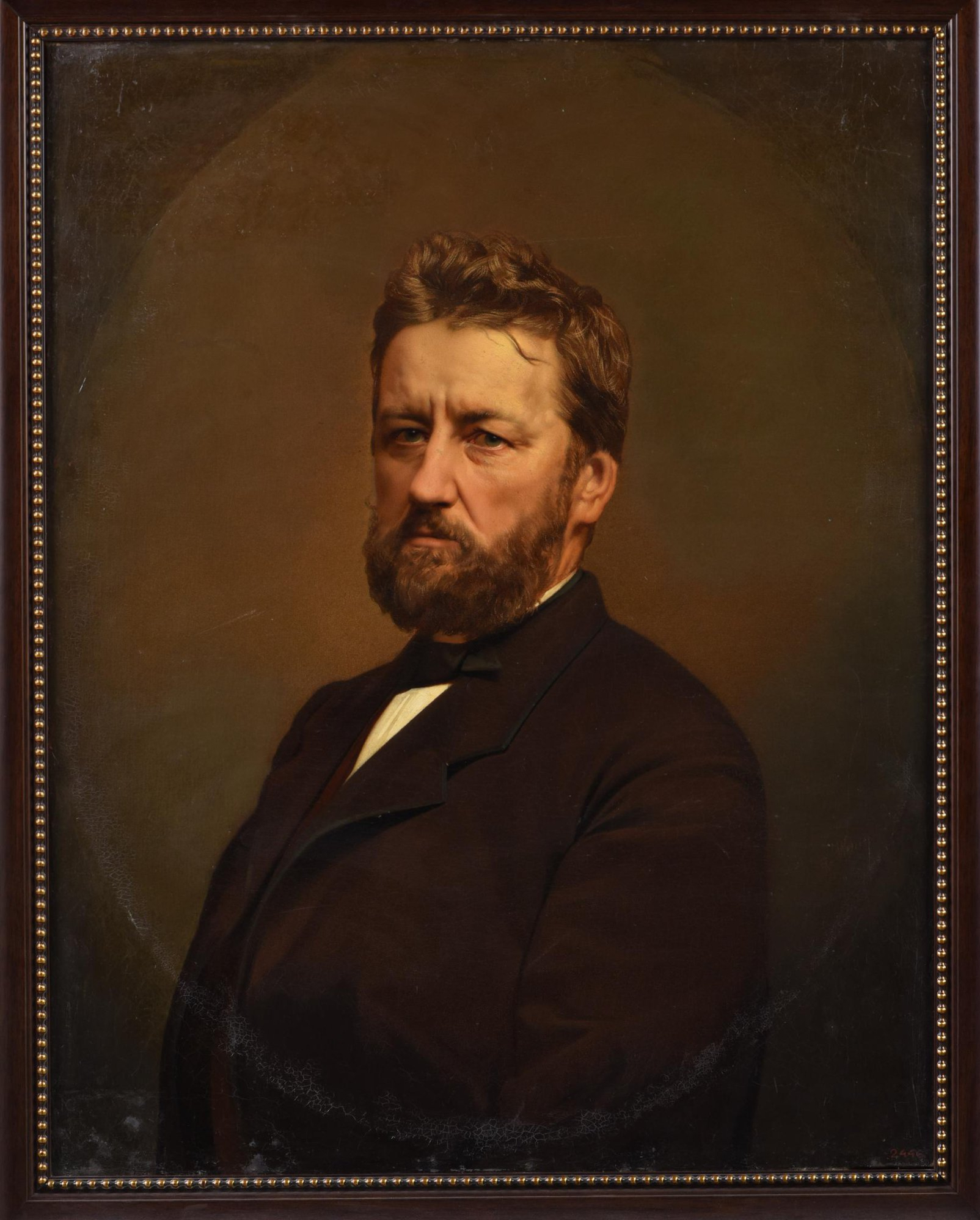
Johann Gottlieb Wenig nach Andrei Denier: Porträt Johann Reimers, 1869

Johann Iwanowitsch Reimers (russisch Иван Иванович Реймерс; * 1818 in St. Petersburg; † 25. Novemberjul. / 7. Dezember 1868greg. ebenda) war ein deutsch-russischer Maler und Bildhauer.

## Leben
Johann Reimers war der Sohn des Tischlermeisters Johann Reimers, der sich in St. Petersburg niedergelassen und die russische Staatsbürgerschaft angenommen hatte. Reimers zeigte schon früh seine besondere Begabung, so dass er 1824 in die Kaiserliche Akademie der Künste aufgenommen wurde. Während seiner Ausbildung als Medailleur und Bildhauer bei Pawel Petrowitsch Utkin gewann er zwei kleine und eine große Silbermedaille und 1839 eine kleine Goldmedaille für seine Wachsskulptur des löwenbezwingenden Samson. Er wurde für den Wettbewerb um die Große Goldmedaille vorgeschlagen, an der er aber wegen seiner beschränkten finanziellen Mittel nicht teilnehmen konnte. Er schloss das Studium 1840 ab.
1844 beteiligte sich Reimers am Wettbewerb für Reliefs für die Isaakskathedrale in St. Petersburg, an dem sich auch Peter Clodt von Jürgensburg, Michail Grigorjewitsch Krylow und Robert Salemann beteiligten. 1845 eröffnete er mit David Jensen die erste Werkstatt in Russland für  das Brennen von skulpturalen Kunstgegenständen und Dekorationen aus besonders fester Terrakotta. 1846 erhielt Reimers den Auftrag für Fassadenfiguren, Basreliefs und Karyatiden aus Terrakotta für die Eremitage.
1846 wurde Reimers zum Akademiemitglied für Bildhauerei ernannt. Als er 1851 zur Verbesserung seiner bildhauerischen Fähigkeiten auf eigene Kosten ins Ausland geschickt wurde, besuchte er Paris und Amsterdam und ließ sich in München nieder, wo er sich mit Malerei beschäftigte. Für seine Münchener Gemälde wurde er 1855 zum Akademiemitglied für Malerei volkstümlicher Szenen ernannt. Nach seiner Rückkehr nach St. Petersburg wurde er für sein in Italien hergestelltes Gemälde Traubenlese 1862 zum Professor ernannt. 1863 wurde er Staatlicher Professor für Medaillierkunst der Akademie der Künste.
Reimers reiste in Russland und besuchte Jekaterinodar, Wladikawkas, Kutaissi und die Südküste der Krim. 1868 reiste er ins Ausland. Er nahm an Ausstellungen der Akademie der Künste und der Kaiserlichen Gesellschaft zur Förderung der Künste teil sowie auch an internationalen Ausstellungen. Seine Werke werden in der Tretjakow-Galerie, im Russischen Museum und in anderen Museen aufbewahrt.

## Werke

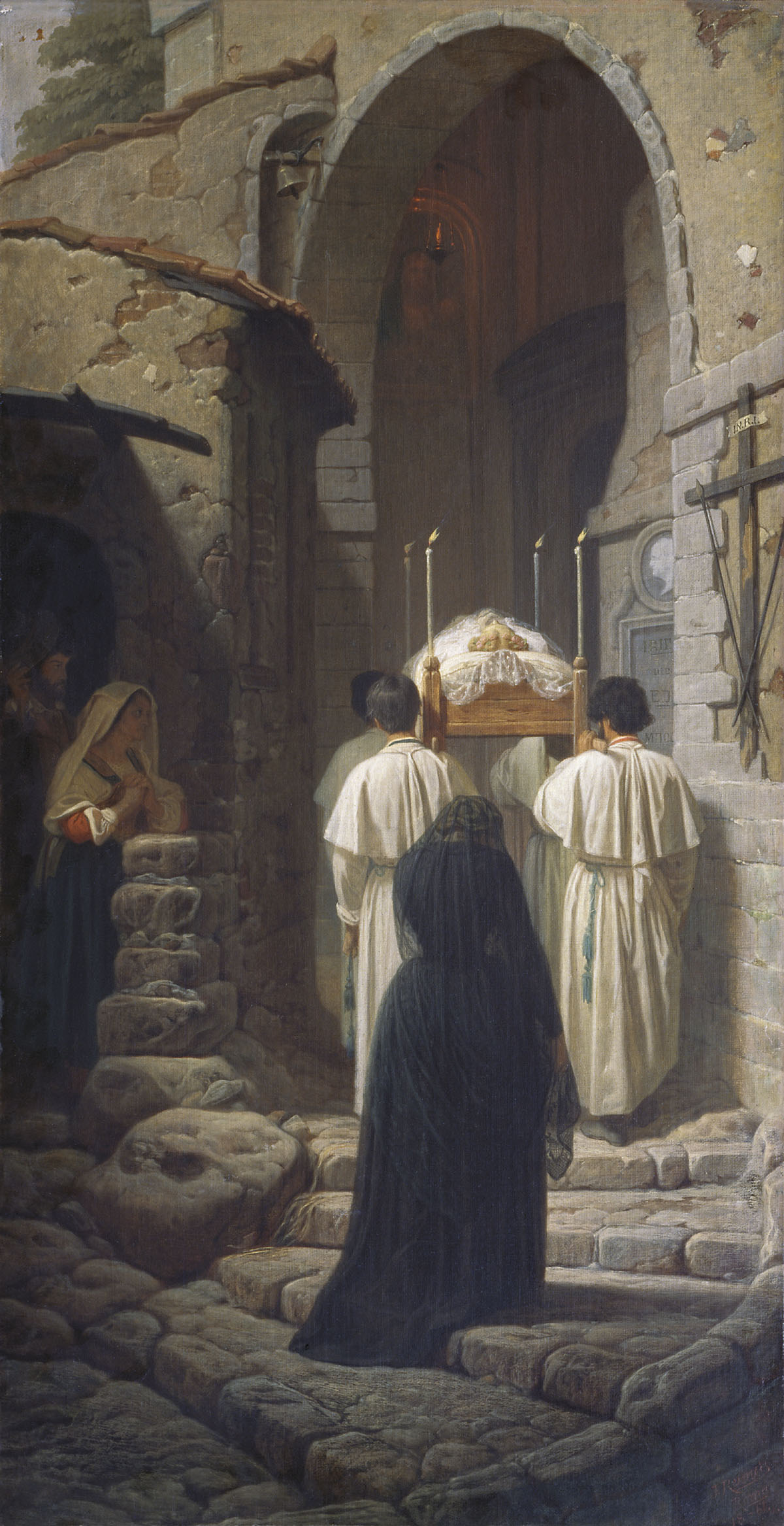
Leichenbegängnis in Italien (1861)
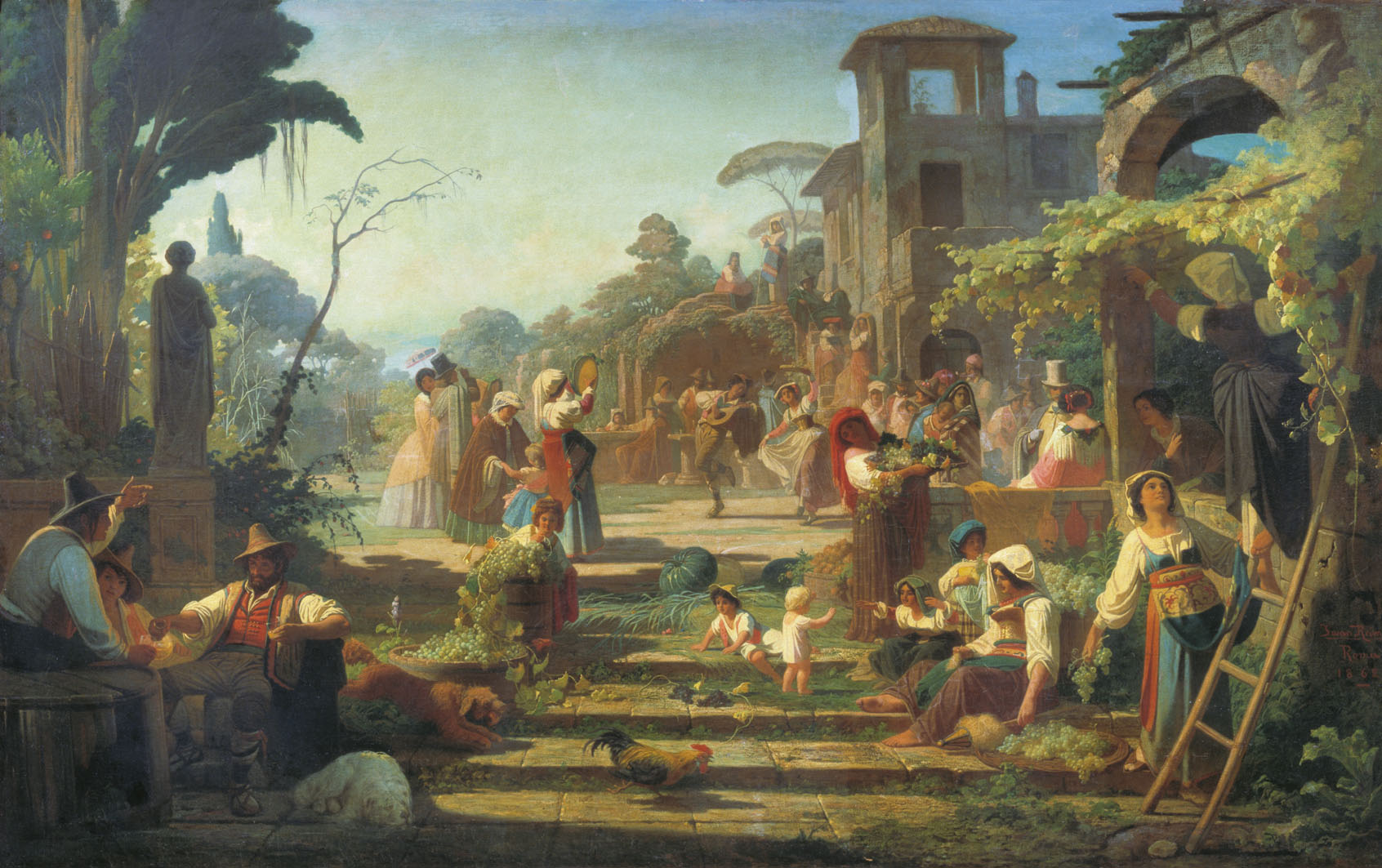
Traubenlese bei Rom (1862)
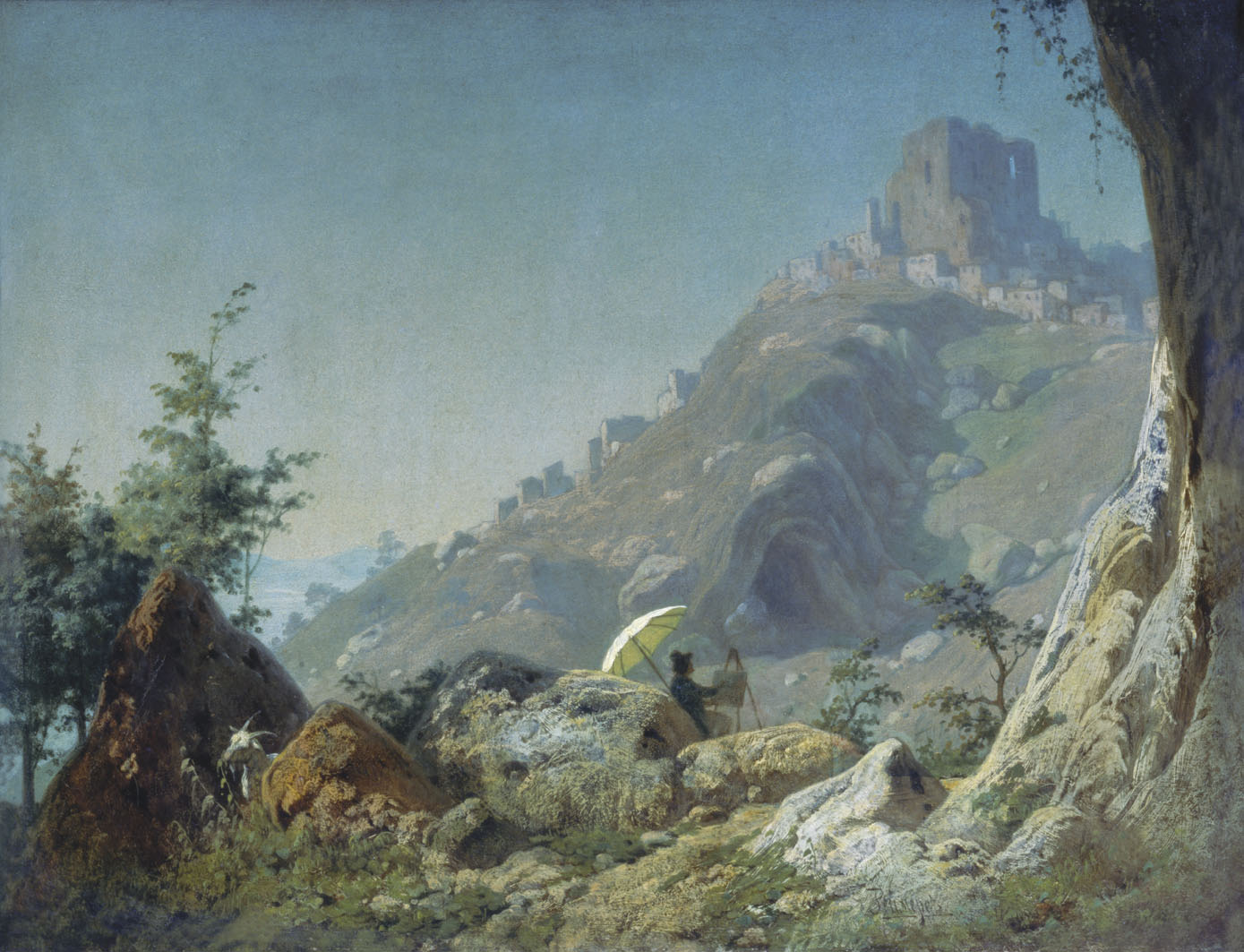
Blick auf Cervaro (1860er Jahre)